# Андерсон, Рудольф Мартин
Рудольф Мартин Андерсон (30 июня 1876—21 июня 1961) — канадский зоолог и полярный исследователь, американец по происхождению.

## Ранняя жизнь
Рудольф Андерсон родился в 1876 году в семье Джона Э. А. Андерсона в Декоре в штате Айова.  В 1906 году он защитил в Айовском университете диссертацию под название «Птицы Айовы» и получил степень Ph. D..

## Военная служба
Во время испано-американской войны Андерсон служил капралом в 52-м добровольческом пехотном полку Айовы. C 1900 по 1906 год он находился на службе в 54-м пехотном полку Национальная гвардии штата Айова. С 1906 по 1908 год служил капитаном Национальной гвардии штата Миссури.

## Гражданская карьера
Андерсон участвовал в Арктической экспедиции Стефанссона-Андерсона, которая c 1908 по 1912 год исследовала Аляску и северный Юкон и с 1913 по 1916 год стала частью Канадской арктической экспедиции под руководством Вильялмура Стефанссона.
В 1912 году Андерсон присоединился к Клубу исследователей в Нью-Йорке, но покинул его шесть лет спустя.
Он участвовал в разработке Конвенции о перелетных птицах, подписанной Канадой и Соединенными Штатами в 1916 году. Он был начальником отдела биологии Национального музея Канады с 1920 по 1946 год. .

## Научные достижения
В числе многочисленных научных достижений Андресона можно выделить совместно с Остином Рэндом описание нового вида землеройки, Sorex ugyunak, часто встречающейся в инуитских домах. Видовое латинское название ugyunak на языке инуитов означает «землеройка».

## Смерть и наследие
Он умер в Оттаве в 1961 году.